# Тюмень, Серебджаб
Серебджа́б (Сереб-Джап) Тюме́нь (1774, Хошеутовский улус, Астраханская губерния, Российская империя (сегодня — Харабалинский район, Астраханская область) — 1858, там же) — калмыцкий князь, нойон Хошеутовского улуса, основатель Хошеутовского хурула, командир Второго Астраханского калмыцкого полка, участник Отечественной войны 1812 года, полковник (1816), кавалер российских и иностранных орденов.

## Биография
Серебджаб Тюмень родился в 1774 году в калмыцкой княжеской семье хошутских нойонов (князей) хойтского происхождения Тюменевых. Его отец, премьер-майор Тюмень Джиргалан, по происхождению — хойтский нойон, который был усыновлен по калмыцкому обычаю хошутским нойоном Замьяном и поэтому считался хошутским нойоном (князем).
С отрядом из 500 калмыков своего улуса, Серебджаб Тюмень сражался в 1796 году против непокорных России закубанских черкесов. В кампанию 1807 года сражался с таким же отрядом против французов в составе русской армии, произведён в капитаны.
В 1811 году было сформировано два калмыцких конных полка — Первый, под командованием Тундутова и Второй, под командованием Тюменя. 22 августа 1812 года полк прибыл в станицу Пятиизбянскую. В его составе числилось 500 рядовых, 25 обер- и унтер-офицеров, писарь, квартирмейстер и полковое буддийское духовенство. К полку были прикомандированы 15 опытных казаков и переводчик с калмыцкого на русский.
В войне 1812 года Второй калмыцкий полк Тюменя, произведённого в майоры, входил в кавалерийский корпус графа Ламберта, в 3-й армии Тормасова. Отлично действовал при Пружанах и под Городечно. В октябре 1812 года полк Тюменя переведён в корпус графа Остен-Сакена, был в боях с французами при Березине и при Плещеницах.
Перейдя российскую границу, полк сражался при освобождении герцогства Варшавского и Саксонии, был в сражении при Лейпциге и в боях при переправе через Рейн. В кампанию 1814 года полк отличился при Фер-Шампенуазе, за что Тюмень был произведён в подполковники. После взятия Парижа и победного окончания войны, Серебджаб Тюмень с полком вернулся в Астрахань в конце 1814 года.
В 1817 году Серебджаб Тюмень построил Хошеутовский хурул в селе Тюменевка (современное село Речное Харабалинского района Астраханской области), как памятник участию калмыцких полков в Отечественной войне 1812 года, частично сохранившийся до сих пор.

## Память
В декабре 2013 года в Элисте открыли памятник герою Отечественной войны 1812 года, командиру второго Астраханского Калмыцкого полка, князю Серебджабу Тюменю. Памятник установлен на въезде в город с восточной стороны.

## Другое
Александр фон Гумбольдт в 1829 году и Александр Дюма (17—18 октября 1858 года) во время своих путешествий по России гостили у Серебджаба Тюменя.

## Награды
- Орден святой Анны IV степени — награждён 27 марта 1814 года за отличие в сражении при взятии штурмом батарей с 19 на 20 декабря 1813 года и 2 февраля 1814 года при деревнях Суасан и Жуанвиль;
- Орден святого Владимира IV степени — награждён 18 апреля 1814 года за сражения в августе 1813 года;
- Орден святого Георгия IV степени — награждён 28 апреля 1814 года за сражения 16 сентября 1813 года при Мейсонье и в октябре 1813 года при Лейпциге;
- Орден Красного орла II степени — награждён 24 декабря 1814 года Прусским королём;
- Орден Pour le Mérite — получил вместо Ордена Красного Орла.

## Источник
- Илишкин Лари. Известные калмыки прошлого, Элиста, НПП «Джангар», 2010. — С. 27—34.
- Отечественная война 1812 года. Энциклопедия. Москва, РОССПЭН, 2004. — С. 731.
- Прозрителев Г. Военное прошлое наших калмык. Ставропольский калмыцкий полк и Астраханские полки в Отечественную войну 1812 года. Ставрополь, 1912.
- Любимов С. Князья Тюменевы. Ставрополь, 1915.